# Brooke Richards
Brooke Richards (York, Pensilvania, 17 de octubre de 1976) es una modelo norteamericana.
Apareció en numerosas ediciones especiales de la revista durante 1998, en la portada de Playboy y en el pictorial "Girls of Hawaiian Tropic" en julio de 1999, y finalmente como playmate de diciembre de 1999. También ha aparecido en varios videos playboy. Su reportaje fue fotografiado por Stephen Wayda.
Sus hobbies son la pintura, el dibujo, escultura, bailar y el ajedrez. Actualmente (2010) vive a las afueras de Greenville, Carolina del Sur, Richards está casada y tiene un hijo.